# Los Encinos, Cosoleacaque
Los Encinos är en ort i Mexiko.   Den ligger i kommunen Cosoleacaque och delstaten Veracruz, i den sydöstra delen av landet, 500 km öster om huvudstaden Mexico City. Los Encinos ligger 39 meter över havet och antalet invånare är 251.
Terrängen runt Los Encinos är platt. Runt Los Encinos är det tätbefolkat, med 343 invånare per kvadratkilometer. Närmaste större samhälle är Minatitlán, 6,3 km öster om Los Encinos. Omgivningarna runt Los Encinos är en mosaik av jordbruksmark och naturlig växtlighet.